# Естая
Естая (каз. Естай, до 1987 г. — Интымак) — село в Актогайском районе Павлодарской области Казахстана. Входит в состав Муткеновского сельского округа. Код КАТО — 553249500.

## Этимология
Указом Президиума Верховного Совета КазССР село Интымак 20 августа 1987 года переименовано в с. Естай в память Естая Беркимбаева — народного акына и композитора, заслуженного деятеля искусств КазССР.

## Население
В 1999 году население села составляло 315 человек (153 мужчины и 162 женщины). По данным переписи 2009 года, в селе проживало 125 человек (60 мужчин и 65 женщин).